# Мейфілд (селище, Нью-Йорк)
Мейфілд (англ. Mayfield) — селище (англ. village) в США, в окрузі Фултон штату Нью-Йорк. Населення — 780 осіб (2020).

## Географія
Мейфілд розташований за координатами 43°6′7″ пн. ш. 74°15′58″ зх. д. / 43.10194° пн. ш. 74.26611° зх. д. (43.101933, -74.266014).  За даними Бюро перепису населення США в 2010 році селище мало площу 2,81 км², з яких 2,35 км² — суходіл та 0,46 км² — водойми. В 2017 році площа становила 3,07 км², з яких 2,61 км² — суходіл та 0,47 км² — водойми.

## Демографія
Згідно з переписом 2010 року, у селищі мешкали 832 особи в 321 домогосподарстві у складі 230 родин. Густота населення становила 296 осіб/км².  Було 364 помешкання (130/км²).
Расовий склад населення:
| - 98,0 % — білих - 0,6 % — азіатів - 0,5 % — чорних або афроамериканців - 0,2 % — корінних американців |

До двох чи більше рас належало 0,7 %. Частка іспаномовних становила 1,7 % від усіх жителів.
За віковим діапазоном населення розподілялося таким чином: 23,3 % — особи молодші 18 років, 63,8 % — особи у віці 18—64 років, 12,9 % — особи у віці 65 років та старші. Медіана віку мешканця становила 37,5 року. На 100 осіб жіночої статі у селищі припадало 90,4 чоловіків;  на 100 жінок у віці від 18 років та старших — 90,4 чоловіків також старших 18 років.
Середній дохід на одне домашнє господарство  становив 59 613 долари США (медіана — 54 405), а середній дохід на одну сім'ю — 60 756 доларів (медіана — 55 987). Медіана доходів становила 44 028 доларів для чоловіків та 31 563 долари для жінок. За межею бідності перебувало 6,9 % осіб, у тому числі 7,3 % дітей у віці до 18 років та 3,8 % осіб у віці 65 років та старших.
Цивільне працевлаштоване населення становило 422 особи. Основні галузі зайнятості: освіта, охорона здоров'я та соціальна допомога — 22,7 %, роздрібна торгівля — 20,9 %, науковці, спеціалісти, менеджери — 10,2 %, мистецтво, розваги та відпочинок — 9,2 %.